# دان مارتن
دان مارتن (بالإنجليزية: Dan Martin)‏ (24 سبتمبر 1986 بدربي في المملكة المتحدة - ) هو لاعب كرة قدم بريطاني في مركز الدفاع. شارك مع منتخب ويلز تحت 21 سنة لكرة القدم. أما مع النوادي، فقد لعب مع ديربي كاونتي ونوتس كاونتي وCoalville Town F.C. ‏ وMickleover F.C. ‏ ونادي مانسفيلد تاون ونادي تاموورث.

## وصلات خارجية
- دان مارتن على موقع قاعدة بيانات كرة القدم.إي يو (الإنجليزية)
- دان مارتن على موقع Soccerbase.com (لاعب) (الإنجليزية)